# Pterolophia vientiannensis
Pterolophia vientiannensis là một loài bọ cánh cứng trong họ Cerambycidae.